# Alexandros Tzorvas
Alexandros Tzorvas (Grieks: Αλέξανδρος Τζόρβας, Athene, 12 augustus 1982) is een Grieks voetbaldoelman die als laatste uitkwam voor het Indiase NorthEast United FC.

## Spelerscarrière
Tzorvas begon zijn loopbaan als doelman in 2001 bij Panathinaikos FC. Hij werd verhuurd aan Agios Nikolaos, Markopoulo FC en Thrasyvoulos Fylis. In 2007 ging hij voor OFI Kreta spelen. Het verhuurde hem een seizoen later weer aan Panathinaikos. Hij speelde sinds 2008 tweemaal voor Griekenland en maakte deel uit van de selectie voor het Europees kampioenschap voetbal 2008. In 2011 vertrok hij naar het Italiaanse Palermo. Hij begon als eerste doelman maar verloor z'n plek aan Francesco Benussi. In totaal speelde hij 11 wedstrijden voor Palermo. Na het EK, waar hij niet aan spelen toekwam, vertrok hij naar Genoa. Daar was hij reservedoelman achter Sébastien Frey. In 2013 ging hij terug naar Griekenland, naar Apollon Smyrnis. In 2014 vertrok Tzorvas naar het Indiase NorthEast United FC. Hier speelde hij slechts twee wedstrijden voordat hij in december 2014 vertrok.